# Merionoeda apicicornis
Merionoeda apicicornis là một loài bọ cánh cứng trong họ Cerambycidae.